# Émile Léger
Émile Léger (Sainte-Menehould, 15 de agosto de 1795-París, 15 de diciembre de 1838) fue un matemático francés.
Léger estudió en el Lycée de Mayence (actual Maguncia, entonces bajo dominio francés), donde su padre era profesor de retórica. En 1813 ingresó en la École polytechnique que dejó en 1816 para ir a vivir a Montmorency donde su padre había creado una institución de enseñanza que tuvo bastante éxito en preparar a los alumnos para el examen de entrada a la politécnica. Cuando murió su padre, él mismo se hizo cargo de la institución. Léger solamente publicó cuatro artículos matemáticos, pero uno de ellos, de 1837, pasa por ser el primero en que se analiza el peor de los casos del algoritmo de Euclides: cuando los inputs son números de Fibonacci consecutivos.